# 八尾ほたるの里農村公園
八尾ホタルの里農村公園（やつおほたるのさとのうそんこうえん）は、富山県富山市八尾町三ツ松957にある、ホタルを中心とした動植物生態系観察を目的とした公園である。

## 概要
2002年7月1日に『仁歩村おこし協議会』が発足し、富山県の中山間地総合整備事業として、国道472号沿線の1.2haに建設され、2002年6月8日には、ホタルに似た外観の鉄骨平屋建て616 m2のホタル資料館『八尾ほたるの館』が竣工した。同施設にはホタルの乱舞を疑似体験出来るの日本初の『ホタル・イルミネーション・ロボット』が設置された。
同施設の開館後、ピーク時には年間来場者が1万4千人を超えたことがあった。2006年には、農村公園に指定管理者制度を導入し、当初は第三セクターが、2016年度以降は仁歩地区自治振興会が運営に当たった。
公園内には『八尾ほたるの館』の他、ゲンジボタルの幼虫が好んで食べるカワニナ等を養殖するホタルハウス、ホタルを鑑賞するために整備されたホタル水路、トンボ・メダカ・カワニナの池、ほたる水車、ミニ植物園、ふるさと広場が整備されている。
『八尾ほたるの館』は、来場者の減少などのため、2025年3月31日を以て閉館した。同施設閉館後も公園のトイレは引き続き利用可能で、園内の飲食店『そば処』も営業を続ける。

## アクセス
出典→
- 高山本線越中八尾駅から25分、富山駅から60分
- E8北陸自動車道
  - 富山西インターチェンジから35分
  - 富山インターチェンジから45分
  - 小杉インターチェンジから60分
- 富山空港から40分

八尾町の市街地から国道472号を大長谷方面へ向かって進み、正間トンネル手前左側となる。